# Rosetta Pampanini
Rosetta Pampanini (Milano, 2 settembre 1896 – Corbola, 2 agosto 1973) è stata un soprano italiano.

## Biografia
Dopo aver studiato canto con Emma e Lorenzo Molajoli, esordì al Teatro dell'Opera di Roma il 3 marzo 1920 col ruolo di Micaela in Carmen.
Nel 1921 al Teatro Regio di Torino interpretò Siébel in Faust diretto da Tullio Serafin, che nel marzo del 1923, dopo un periodo di perfezionamento, la volle al Teatro San Carlo di Napoli come Desdemona nell'Otello verdiano. Prescelta da Mascagni, ottenne poi uno strepitoso successo nel dicembre dello stesso anno in Iris al Teatro Coccia di Novara.
Nel dicembre del 1924 interpretò Mimì ne La bohème al Teatro Comunale di Bologna, e in questa occasione fu notata da Arturo Toscanini, che l'anno dopo la volle come protagonista di Madama Butterfly (ruolo che divenne tra i preferiti) al Teatro alla Scala, dove apparve regolarmente fino al 1937. Svolse anche un'attività internazionale, apparendo all'Opera di Monte Carlo nel 1927, alla Royal Opera House di Londra dal 28 al 33, a Chicago nel 31 e 32, alla Opera di Vienna e a Lisbona nel 33, all'Opera di Parigi nel 35.
Il repertorio fu prevalentemente di soprano lirico, in particolare pucciniano (in cui spiccano i ruoli di Mimì e Butterfly) e in ambito verista (Pagliacci, Iris, Il piccolo Marat), con alcune puntate nel campo del soprano drammatico (Aida, Andrea Chenier).
La carriera proseguì fino al 1947, quando abbandonò il palcoscenico con Tosca, per dedicarsi interamente all'insegnamento, che aveva già iniziato dal 1942 (tra i suoi allievi il tenore Florindo Andreolli).
Ammalatasi gravemente, volle ritornare a Corbola, suo paese d'origine, dove scomparve poco prima del settantasettesimo compleanno. Era zia dell'attrice Silvana Pampanini.

## Repertorio
| Ruolo                   | Titolo               | Autore      |
| ----------------------- | -------------------- | ----------- |
| Micaëla                 | Carmen               | Bizet       |
| Elena Margherita        | Mefistofele          | Boito       |
| Zohra                   | La falce             | Catalani    |
| Wally                   | La Wally             | Catalani    |
| Adriana Lecouvreur      | Adriana Lecouvreur   | Cilea       |
| Maddalena di Coigny     | Andrea Chénier       | Giordano    |
| Fedora Romazoff         | Fedora               | Giordano    |
| Siébel                  | Romeo e Giulietta    | Gounod      |
| Nedda                   | Pagliacci            | Leoncavallo |
| Santuzza                | Cavalleria rusticana | Mascagni    |
| Iris                    | Iris                 | Mascagni    |
| Mariella                | Il piccolo Marat     | Mascagni    |
| Manon Lescaut           | Manon Lescaut        | Puccini     |
| Mimì                    | La bohème            | Puccini     |
| Floria Tosca            | Tosca                | Puccini     |
| Cio-Cio-San             | Madama Butterfly     | Puccini     |
| Leonora                 | Il trovatore         | Verdi       |
| Donna Leonora di Vargas | La forza del destino | Verdi       |
| Aida                    | Aida                 | Verdi       |
| Desdemona               | Otello               | Verdi       |
| Elsa di Brabante        | Lohengrin            | Wagner      |

## Discografia
- La bohème, con Luigi Marini, Gino Vanelli, Tancredi Pasero, dir. Lorenzo Molajoli - Columbia 1928
- Madama Butterfly, con Alessandro Granda, Gino Vanelli, dir. Lorenzo Molajoli - Columbia 1929
- Pagliacci, con Francesco Merli, Carlo Galeffi, Gino Vanelli, dir. Lorenzo Molajoli - Columbia 1930
- Recital: Rosetta Pampanini- serie Lebendige Vergangenheit - 1999 Preiser